# Červok kapří
Červok kapří (Lernaea cyprinacea) je ektoparazit sladkovodních ryb. Řadí se mezi korýše, což je dobře poznat na jednotlivých vývojových stádiích. Jeho potravou je tkáň a krev hostitele. Má přímý životní cyklus a vyvíjí se většinou na jednom jedinci. V angličtině jsou lidově nazýváni „anchor worm“, podle kotvovitého výrůstku hlavové části u plně metamorfovaných samiček.
Tento cizopasník může způsobovat velké ekonomické škody na chovných rybách, a proto se těší velkému zájmu rybářů.

## Popis
Červok kapří dosahuje velikosti až 2 cm a je dobře viditelný okem. Metamorfovaná samice je velmi nápadná postranním výběžkem hlavy, který ji pomáhá k pevnějšímu zachycení se na hostiteli. Juvenilní stádia tohoto jedince jsou velmi podobná buchankám a mohou se volně pohybovat ve vodním sloupci.
Červok kapří není příliš specifický ve výběru hostitele. Cizopasí na rybách a byl vzácně nalezen parazitující u skokana žlutonohého.
Tento druh je kosmopolitní a vlivem člověka byl zavlečen do Severní Ameriky, Jižní Ameriky a Austrálie. V současnosti je popsáno přibližně 110 druhů červoků.
Optimální teplotou pro rozmnožování a vývoj jedinců je 25–30 °C. Při nižších teplotách se vývoj červoka kapřího zpomaluje. Největší hustotu výskytu dosahuje tento druh v teplých tropických oblastech. Je to sladkovodní živočich preferující stojaté vody a intenzivně obhospodařované akvakultury.

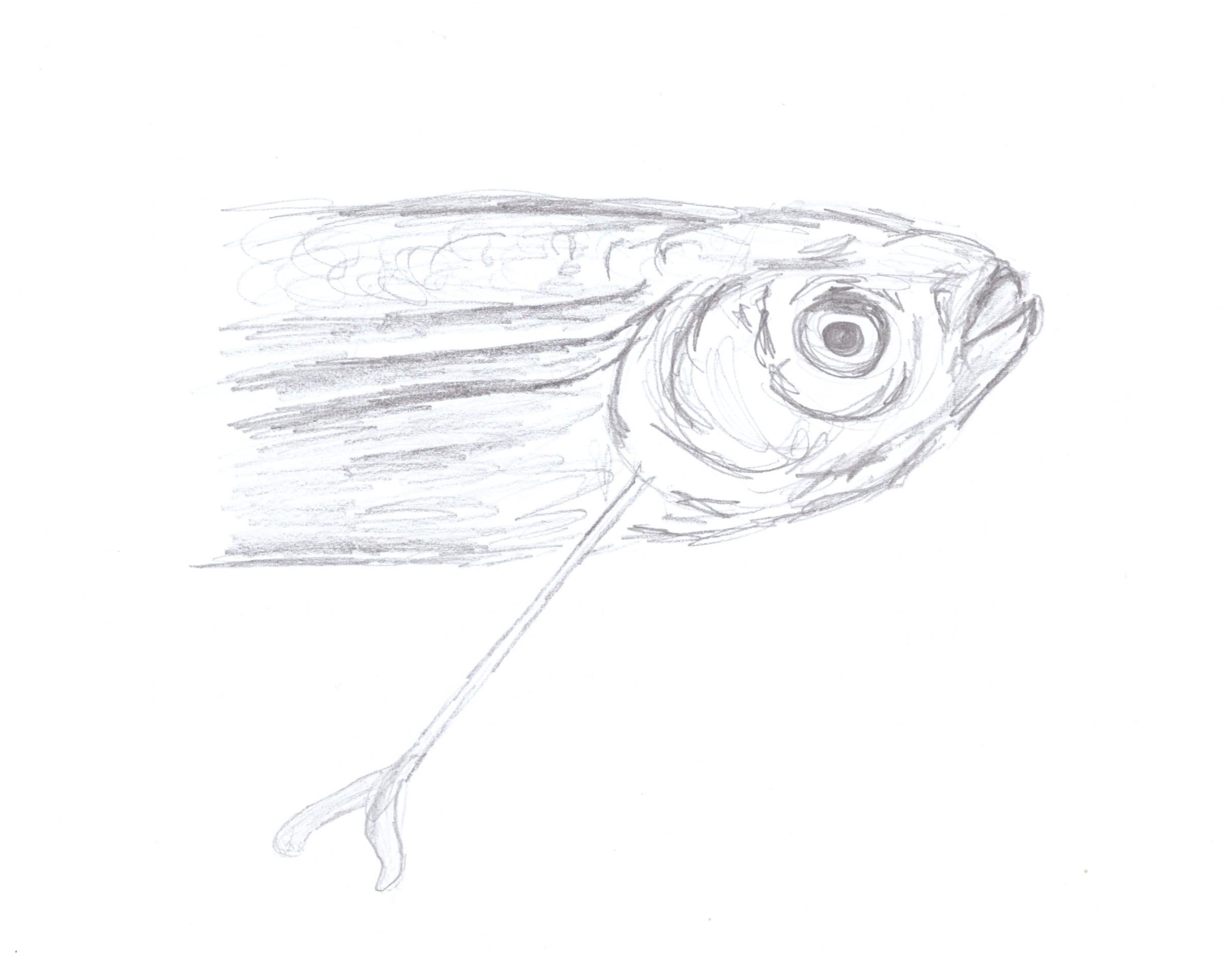
Samice červoka kapřího přichycená na hostiteli

Dospělé stádium tohoto cizopasníka se dožívá až osmi měsíců.

## Životní cyklus
Červoci mají přímý životní cyklus a převážně se vyvíjejí ve stejném hostiteli. Jejich hlavní doba rozmnožování je v České republice pozdní léto.
Životní cyklus trvá 18–25 dní a celková rychlost vývoje je ovlivněna teplotou okolí.
Cyklus tvoří 3 naupliové stádia, 5 kopepoditových stádií a 1 adultní stádium. Kopepoditové a adultní stadium žije ektoparaziticky na rybách.
V adultním stádiu dojde k oplození. Po páření samec hyne a samička se permanentně zachytí na vnější části ryby. Dojde u ní k morfologické změně, kdy se ji prodlouží zadeček a začne se tvořit postranní výběžek hlavy pro lepší zachycení do tkáně hostitele. K pevnějšímu zachycení jí pomáhá sekrece trávicích a histolytických enzymů. V rychle tekoucích vodách se pro pevnější uchycení zachytává pod šupiny. Hruď a zadeček má volný, aby mohla lépe klást vajíčka. Na zadní části těla se 4 dny po oplození začínají tvořit 2 vaječné vaky.
Z vajíček se může při dobrých podmínkách vylíhnout až 250 jedinců během dvou týdnů. Z oplodněných vajíček se líhnou naupliová stádia. Tyto stádia jsou volně pohyblivé, ale nepřijímají potravu. Z naupliového stádia se vyvine stádium kopepoditové, které se zachytávají v žábrách ryb a může jim způsobovat respirační potíže. Kopepoditové stadium se nepřichycuje trvale na hostitele a může se volně pohybovat ve vodním sloupci. Toto stádium doroste do dospělce a celý cyklus se opakuje.

## Vliv na hostitele
Nemoc způsobená tímto parazitem se nazývá lerneóza.
Kopepoditové stádia napadají žábry a zhoršují rybě respiraci. Když velké množství těchto stádií červoka napadne malou rybu, může ji snadno udusit.
Dospělá samice se přichytává na vnější část ryby a může přitom menší rybě protrhnout orgán. Hostiteli je tento parazit velmi nepříjemný a snaží se ho ze sebe setřít. U místa, kde se samice přichytí, se postupně začíná tvořit červené kolečko průměrně dosahující 1 cm. Často dochází i ke krvácení z místa, kde se červok zachytil. Samotnou ránu silně narušují histolytické enzymy cizopasníka. Do otevřené rány se může dostat bakteriální nebo mykotická infekce. Tato sekundární infekce může být v mnoha případech pro rybu fatální.
I když přichycený červok rybu nezabije, silně ovlivní její růst a kondici a poškodí také vzhled ryby. Nejvíce je vliv červoka kapřího znát v akvakulturách.